# Verena von Asten
Verena von Asten, geborene Eckart (* 10. August 1932 in Ulm; † 25. Juni 2025 in Belgien) war eine deutsche Schriftstellerin, die seit 1959 in Belgien lebte.

## Leben und Wirken
Verena von Asten war die Tochter des Lederwaren-Fabrikanten Hans Eckart und dessen Ehefrau Lily. Sie wuchs am Michelsberg in Ulm auf, schloss die Mädchen-Oberschule mit der Mittleren Reife ab und absolvierte nach Auslandsaufenthalten in der französischen Schweiz und in England eine Ausbildung zur Fremdsprachenkorrespondentin und Auslandsstenografin. Nach einem halbjährigen Aufenthalt in Argentinien arbeitete sie vier Jahre lang in der Auslandsabteilung einer Landmaschinenfabrik in Ulm und bei der Firma „Bell Telephone“ in Zürich.
Im April 1959 heiratete sie in Ulm den belgischen Filztuch-Fabrikanten Eckart von Asten und lebte seitdem in dessen Heimatstadt Eupen im deutschsprachigen Teil Belgiens.
Verena von Asten schrieb zahlreiche Kinderbücher und Kurzgeschichten sowie einige in Ostbelgien spielende Regionalkrimis. Für ihren Kriminalroman Tod in der Sauna wurde sie im Jahr 2004 mit dem Literaturpreis der Deutschsprachigen Gemeinschaft in Belgien (DG) geehrt.
Im Jahr 2010 veröffentlichte sie den ersten Teil ihrer Autobiografie mit dem Titel Vergangen, aber nicht vergessen, 2014 folgte eine Fortsetzung mit Freischwimmen. 
Auch im hohen Alter von über 80 Jahren nahm Verena von Asten an Autoren-Workshops teil und wurde zu Lesungen eingeladen. Seit 2014 veröffentlichte sie in loser Folge Kurzgeschichten im Weblog Momentaufnahmen auf ihrer Website. 2024 zählte sie zu den 19 Autoren, deren Werke in der Ausgabe Nr. 24 der Schriftenreihe Rhein! unter dem Titel Deutsche Literatur in Ostbelgien veröffentlicht wurden.
Verena von Asten war Mutter zweier Töchter und eines Sohnes.

## Ehrungen
- 2004: Literaturpreis der Deutschsprachigen Gemeinschaft in Belgien

## Werke (Auswahl)
- Junge Reiter auf dem Wiesenhof. Engelbert-Verlag, Balve 1980, ISBN 3-536-01511-5.
- Glücklicher Reitersommer. Engelbert-Verlag, Balve 1981, ISBN 3-536-01563-8.
- Geheimnis auf dem Wiesenhof. Engelbert-Verlag, Balve 1982, ISBN 3-536-01607-3.
- Hilfe, ich bin ein Tiernarr. Aus dem Alltag einer tierliebenden Familie. Mit Illustrationen von Christel Dürnholz. Grenz-Echo Verlag, Eupen 1989, ISBN 3-923099-68-1.
- Gemischter Salat. Geschichten von Zwei- und Vierbeinern. Grenz-Echo Verlag, Eupen 1998, ISBN 90-5433-109-7.
- Endstation Talsperre: Birnbaum ermittelt. Meyer und Meyer, Aachen 1999, ISBN 3-89124-527-0.
- Tod in der Sauna. Meyer und Meyer, Aachen 2001, ISBN 3-89124-682-X.
- Schatten der Vergangenheit. Grenz-Echo Verlag, Eupen 2004, ISBN 90-5433-189-5.
- Tessiner Dorfgeschichten. Edition Isele, Eggingen 2004, ISBN 3-86142-312-X.
- Lea, Liebe auf vier Pfoten. Karin Fischer-Verlag, Aachen 2007, ISBN 978-3-89514-720-3.
- Vergangen, aber nicht vergessen: eine Kindheit in Ulm in den 30er und 40er Jahren. Autobiografie. Klemm & Oelschläger, Münster und Ulm 2010, ISBN 978-3-932577-76-5.
- Freischwimmen: Höhen und Tiefen eines fast ganz normalen Lebens. Erinnerungen und Episoden (1946–2013). Autobiografie. Mainz Verlag, Aachen 2014, ISBN 978-3-810702-21-0.
- Der tanzende 90-Jährige und weitere Geschichten für Jung und Alt. Mit Zeichnungen von Elie Nasser. Mainz Verlag, Aachen 2015, ISBN 978-3-810702-39-5.